# Charles Petersen (bokser)
 For alternative betydninger, se Charles Petersen. (Se også artikler, som begynder med Charles Petersen)
Charles Theodor Petersen (12. december 1902 – 28. november 1979) var en dansk bokser som deltog under Sommer-OL 1924.
Han blev født i København og døde i Roskilde.
I 1924 blev han elimineret i anden runde i vægtklassen letvægt under Boksning under Sommer-OL 1924 efter at han tabte en kamp mod Haakon Hansen.